# J&T Banka Prague Open 2019 - Qualificazioni singolare
Le qualificazioni del singolare del J&T Banka Prague Open 2019 sono state un torneo di tennis preliminare per accedere alla fase finale della manifestazione. Le vincitrici dell'ultimo turno sono entrate di diritto nel tabellone principale. In caso di ritiro di una o più giocatrici aventi diritto a queste sono subentrate le lucky loser, ossia le giocatrici che hanno perso nell'ultimo turno ma che avevano una classifica più alta rispetto alle altre partecipanti che avevano comunque perso nel turno finale.

## Teste di serie
1. Iga Świątek (qualificata)
2. Marie Bouzková (ultimo turno, lucky loser)
3. Tereza Smitková (secondo turno)
4. Beatriz Haddad Maia (secondo turno)

1. Christina McHale (primo turno)
2. Priscilla Hon (primo turno)
3. Aliona Bolsova Zadoinov (secondo turno)
4. Varvara Flink (secondo turno)

## Qualificate
1. Iga Świątek
2. Barbara Haas

1. Antonia Lottner
2. Jil Teichmann

### Lucky loser
1. Tamara Korpatsch
2. Marie Bouzková

1. Jasmine Paolini

## Tabellone

### Legenda
| - Q = Qualificato - WC = Wild card - LL = Lucky loser | - ALT = Alternate - SE = Special Exempt - PR = Protected Ranking | - w/o = Walkover - r = Ritirato - d = Squalificato |

### Sezione 1
|  | Primo turno            | Primo turno            | Primo turno            | Primo turno | Primo turno |  |  | Secondo turno          | Secondo turno          | Secondo turno          | Secondo turno    | Secondo turno |   |   | Ultimo turno | Ultimo turno | Ultimo turno | Ultimo turno | Ultimo turno |  |
|  |                        |                        |                        |             |             |  |  |                        |                        |                        |                  |               |   |   |              |              |              |              |              |  |
|  | 1                      | Iga Świątek            | Iga Świątek            | 6           | 6           |  |  |                        |                        |                        |                  |               |   |   |              |              |              |              |              |  |
|  |                        | Anastasia Grymalska    | Anastasia Grymalska    | 2           | 0           |  |  | 1                      | Iga Świątek            | Iga Świątek            | 6                | 6             |   |   |              |              |              |              |              |  |
|  | WC                     | Katarína Kužmová       | Katarína Kužmová       | 1           | 3           |  |  |                        | Ekaterine Gorgodze     | Ekaterine Gorgodze     | 3                | 3             |   |   |              |              |              |              |              |  |
|  |                        | Ekaterine Gorgodze     | Ekaterine Gorgodze     | 6           | 6           |  |  |                        |                        |                        |                  |               |   |   | 1            | Iga Świątek  | 6            | 3            | 6            |  |
|  | Giuliana Olmos         | Giuliana Olmos         | Giuliana Olmos         | 0           | 2           |  |  |                        |                        |                        | Tamara Korpatsch | 3             | 6 | 3 |              |              |              |              |              |  |
|  | Giulia Gatto-Monticone | Giulia Gatto-Monticone | Giulia Gatto-Monticone | 6           | 6           |  |  | Giulia Gatto-Monticone | Giulia Gatto-Monticone | Giulia Gatto-Monticone | 1                | 0             |   |   |              |              |              |              |              |  |
|  |                        | Tamara Korpatsch       | Tamara Korpatsch       | 6           | 6           |  |  | Tamara Korpatsch       | Tamara Korpatsch       | Tamara Korpatsch       | 6                | 6             |   |   |              |              |              |              |              |  |
|  | 6                      | Priscilla Hon          | Priscilla Hon          | 4           | 2           |  |  |                        |                        |                        |                  |               |   |   |              |              |              |              |              |  |

### Sezione 2
|  | Primo turno       | Primo turno             | Primo turno             | Primo turno | Primo turno |  |  | Secondo turno | Secondo turno           | Secondo turno  | Secondo turno | Secondo turno |   |   | Ultimo turno | Ultimo turno   | Ultimo turno   | Ultimo turno | Ultimo turno |  |
|  |                   |                         |                         |             |             |  |  |               |                         |                |               |               |   |   |              |                |                |              |              |  |
|  | 2                 | Marie Bouzková          | Marie Bouzková          | 6           | 6           |  |  |               |                         |                |               |               |   |   |              |                |                |              |              |  |
|  |                   | Tereza Mihalíková       | Tereza Mihalíková       | 3           | 2           |  |  | 2             | Marie Bouzková          | Marie Bouzková | 6             | 6             |   |   |              |                |                |              |              |  |
|  | Tereza Martincová | Tereza Martincová       | 6                       | 64          | 1           |  |  |               | Raluca Șerban           | Raluca Șerban  | 1             | 2             |   |   |              |                |                |              |              |  |
|  | Raluca Șerban     | Raluca Șerban           | 3                       | 7           | 6           |  |  |               |                         |                |               |               |   |   | 2            | Marie Bouzková | Marie Bouzková | 6            | 1            |  |
|  | Barbara Haas      | Barbara Haas            | Barbara Haas            | 7           | 6           |  |  |               |                         |                | Barbara Haas  | Barbara Haas  | 7 | 6 |              |                |                |              |              |  |
|  | Rebecca Šramková  | Rebecca Šramková        | Rebecca Šramková        | 5           | 4           |  |  |               | Barbara Haas            | 6              | 5             | 6             |   |   |              |                |                |              |              |  |
|  | WC                | Diana Šumová            | Diana Šumová            | 4           | 2           |  |  | 7             | Aliona Bolsova Zadoinov | 1              | 7             | 2             |   |   |              |                |                |              |              |  |
|  | 7                 | Aliona Bolsova Zadoinov | Aliona Bolsova Zadoinov | 6           | 6           |  |  |               |                         |                |               |               |   |   |              |                |                |              |              |  |

### Sezione 3
|  | Primo turno     | Primo turno       | Primo turno      | Primo turno | Primo turno |  |  | Secondo turno   | Secondo turno   | Secondo turno   | Secondo turno   | Secondo turno   |   |   | Ultimo turno    | Ultimo turno    | Ultimo turno    | Ultimo turno | Ultimo turno |  |
|  |                 |                   |                  |             |             |  |  |                 |                 |                 |                 |                 |   |   |                 |                 |                 |              |              |  |
|  | 3               | Tereza Smitková   | 7                | 4           | 6           |  |  |                 |                 |                 |                 |                 |   |   |                 |                 |                 |              |              |  |
|  |                 | Anastasia Zarycká | 64               | 6           | 2           |  |  | 3               | Tereza Smitková | 1               | 7               | 3               |   |   |                 |                 |                 |              |              |  |
|  | WC              | Johana Marková    | Johana Marková   | 3           | 1           |  |  |                 | Jasmine Paolini | 6               | 64              | 6               |   |   |                 |                 |                 |              |              |  |
|  |                 | Jasmine Paolini   | Jasmine Paolini  | 6           | 6           |  |  |                 |                 |                 |                 |                 |   |   | Jasmine Paolini | Jasmine Paolini | Jasmine Paolini | 4            | 4            |  |
|  | Yana Sizikova   | Yana Sizikova     | Yana Sizikova    | 2           | 1           |  |  |                 |                 | Antonia Lottner | Antonia Lottner | Antonia Lottner | 6 | 6 |                 |                 |                 |              |              |  |
|  | Antonia Lottner | Antonia Lottner   | Antonia Lottner  | 6           | 6           |  |  | Antonia Lottner | Antonia Lottner | Antonia Lottner | 7               | 6               |   |   |                 |                 |                 |              |              |  |
|  |                 | Anna Kalinskaya   | Anna Kalinskaya  | 6           | 6           |  |  | Anna Kalinskaya | Anna Kalinskaya | Anna Kalinskaya | 62              | 4               |   |   |                 |                 |                 |              |              |  |
|  | 5               | Christina McHale  | Christina McHale | 2           | 2           |  |  |                 |                 |                 |                 |                 |   |   |                 |                 |                 |              |              |  |

### Sezione 4
|  | Primo turno      | Primo turno         | Primo turno         | Primo turno | Primo turno |  |  | Secondo turno | Secondo turno       | Secondo turno       | Secondo turno    | Secondo turno    |   |   | Ultimo turno  | Ultimo turno  | Ultimo turno  | Ultimo turno | Ultimo turno |  |
|  |                  |                     |                     |             |             |  |  |               |                     |                     |                  |                  |   |   |               |               |               |              |              |  |
|  | 4                | Beatriz Haddad Maia | Beatriz Haddad Maia | 6           | 6           |  |  |               |                     |                     |                  |                  |   |   |               |               |               |              |              |  |
|  |                  | Barbora Štefková    | Barbora Štefková    | 4           | 2           |  |  | 4             | Beatriz Haddad Maia | Beatriz Haddad Maia | 2                | 2                |   |   |               |               |               |              |              |  |
|  | Jil Teichmann    | Jil Teichmann       | Jil Teichmann       | 6           | 7           |  |  |               | Jil Teichmann       | Jil Teichmann       | 6                | 6                |   |   |               |               |               |              |              |  |
|  | Viktoriya Tomova | Viktoriya Tomova    | Viktoriya Tomova    | 2           | 62          |  |  |               |                     |                     |                  |                  |   |   | Jil Teichmann | Jil Teichmann | Jil Teichmann | 6            | 6            |  |
|  | Denisa Allertová | Denisa Allertová    | Denisa Allertová    | 6           | 6           |  |  |               |                     | Denisa Allertová    | Denisa Allertová | Denisa Allertová | 4 | 2 |               |               |               |              |              |  |
|  | Paula Ormaechea  | Paula Ormaechea     | Paula Ormaechea     | 3           | 2           |  |  |               | Denisa Allertová    | Denisa Allertová    | 6                | 7                |   |   |               |               |               |              |              |  |
|  |                  | Martina Di Giuseppe | Martina Di Giuseppe | 4           | 4           |  |  | 8             | Varvara Flink       | Varvara Flink       | 4                | 5                |   |   |               |               |               |              |              |  |
|  | 8                | Varvara Flink       | Varvara Flink       | 6           | 6           |  |  |               |                     |                     |                  |                  |   |   |               |               |               |              |              |  |